# محمدیوسف طاهری
محمدیوسف طاهری قزوینی (متولد ۱ اردیبهشت ۱۳۰۶) وزیر راه و ترابری در دولت موقت مهدی بازرگان بوده‌است.
وی در سال ۱۳۳۰ از دانشکده فنی دانشگاه تهران فارغ‌التحصیل شد. طاهری از سال ۱۳۳۵ تا ۱۳۳۶ در اداره کل نظارت فنی وزارت راه، از ۱۳۳۶ تا ۱۳۴۰ در شرکت شهرآرا و از ۱۳۴۰ تا ۱۳۶۰ در اداره کل ساختمان وزارت راه مشغول به کار بوده و در ۱۳۶۰ بازنشسته شده‌است. همچنین وی از ۱۳۴۷ تا ۱۳۴۹ در آموزشگاه عالی وزارت راه و از ۱۳۵۶ تا ۱۳۵۸ در آموزشگاه عالی تکنیکوم نفیسی به تدریس بتن و بتن آرمه مشغول بوده‌است. 